# Karina Skibby
Karina Skibby (Frederiksberg, 16 juni 1965) is een voormalig wielrenster uit Denemarken, die viermaal de nationale titel op de weg veroverde. Ze vertegenwoordigde haar vaderland tweemaal bij de Olympische Spelen: in 1988 en 1992. Skibby is de jongere zus van oud-wielrenner Jesper Skibby (1964), de dochter van oud-wielrenner Willy Skibby (1942) en echtgenote van oud-wielrenner Jørgen Marcussen.

## Erelijst
1985
- Deens kampioene op de weg, Amateurs
- Deens kampioene individuele tijdrit, Amateurs

1986
- Deens kampioene individuele tijdrit, Amateurs

1988
- 42e bij Olympische Spelen, wegwedstrijd, Elite

1989
- Deens kampioene op de weg, Amateurs

1990
- Deens kampioene op de weg, Amateurs

1991
- Deens kampioene op de weg, Amateurs

1992
- Luzern
- 11e bij Olympische Spelen, wegwedstrijd, Elite